# Portoryko na Letnich Igrzyskach Olimpijskich 1992
Portoryko na Letnich Igrzyskach Olimpijskich 1992 reprezentowało 71 zawodników: 65 mężczyzn i sześć kobiet. Był to 12. start reprezentacji Portoryko na letnich igrzyskach olimpijskich.

## Zdobyte medale
| Medal | Zawodnik       | Dyscyplina | Konkurencja                | Rezultat                                                  |
| ----- | -------------- | ---------- | -------------------------- | --------------------------------------------------------- |
| Brąz  | Anibál Acevedo | Boks       | Waga półśrednia (do 67 kg) | w półfinale przegrał z Kubańczykiem Juan Hernández Sierra |

## Skład kadry

### Baseball
Mężczyźni
- Abimael Rosario, Albert Bracero, Jorge Aranzamendi, José Lorenzana, Efraín Nieves, Gualberto López, Luis Ramos, Wilfredo Vélez, Manuel Serrano, Angel Morales, James Figueroa, Rafael Santiago, Jesús Feliciano, José Mateo, Roberto López, Efrain García, Orlando López, Nelson Rodríguez, José Sepúlveda, Silvio Censale – 5. miejsce,

### Boks
Mężczyźni
- Nelson Dieppa waga papierowa do 48 kg – 17. miejsce,
- Angel Chacón waga musza do 52 kg – 17. miejsce,
- Harold Ramírez waga kogucia do 54 kg – 17. miejsce,
- Carlos Gerena waga piórkowa do 57 kg – 9. miejsce,
- Anibál Acevedo waga półśrednia do 67 kg – 3. miejsce,
- Miguel Jiménez waga lekkośrednia do 71 kg – 17. miejsce,
- Richard Santiago waga średnia do 75 kg – 17. miejsce,
- Alex González waga półciężka do 81 kg – 17. miejsce,

### Gimnastyka
Mężczyźni
- Víctor Colon

wielobój indywidualnie – 93. miejsce,
ćwiczenia wolne – 93. miejsce,
skok przez konia – 67. miejsce,
ćwiczenia na poręczach – 92. miejsce,
ćwiczenia na drążku – 93. miejsce,
ćwiczenia na kółkach – 93. miejsce,
ćwiczenia na koniu z łękami – 93. miejsce,

### Judo
Kobiety
- Lisa Boscarino waga do 52 kg – 13. miejsce,
- Maniliz Segarra waga do 56 kg – 18. miejsce,
- Nilmari Santini waga powyżej 72 kg – 9. miejsce,

Mężczyźni
- Luis Martínez waga do 60 kg – 35. miejsce,

### Koszykówka
Mężczyźni
- Eddie Casiano, Edgar de León, Edwin Pellot, Federico López, James Carter, Javier Colon, Jerome Mincy, José Rafael Ortíz, Juan Ramón Rivas, Mario Moráles, Raymond Gause, Richard Soto – 8. miejsce,

### Lekkoatletyka
Kobiety
- Myra Mayberry-Wilkinson

bieg na 100 m – odpadła w ćwierćfinale,
bieg na 200 m – odpadła w ćwierćfinale,
Mężczyźni
- Edgardo Guilbe – bieg na 200 m – odpadł w eliminacjach,
- Jorge González – maraton – nie ukończył biegu,
- Domingo Cordero – bieg na 400 m przez płotki – odpadł w eliminacjach,
- Edgardo Díaz – skok o tyczce – 18. miejsce,
- Elmer Williams – skok w dal – 23. miejsce,
- Michael Francis – skok w dal – 35. miejsce,

### Pływanie
Kobiety
- Rita Garay

200 m stylem dowolnym – 27. miejsce,
100 m stylem grzbietowym – 34. miejsce,
200 m stylem grzbietowym – 27. miejsce,
Mężczyźni
- Ricardo Busquets

50 m stylem dowolnym – 24. miejsce,
100 m stylem dowolnym – 9. miejsce,
100 m stylem grzbietowym – 38. miejsce,
- Todd Torres

50 m stylem dowolnym – 34. miejsce,
100 m stylem klasycznym – 16. miejsce,
200 m stylem klasycznym – nie ukończył konkurencji (dyskwalifikacja),
- Jorge Herrera

400 m stylem dowolnym – 30. miejsce,
1500 m stylem dowolnym – 24. miejsce,
- Manuel Guzmán

100 m stylem grzbietowym – 17. miejsce,
200 m stylem grzbietowym – 13. miejsce,
200 m stylem zmiennym – 17. miejsce,
- David Monasterio

200 m stylem motylkowym – 30. miejsce,
400 m stylem zmiennym – 28. miejsce,
- Manuel Guzmán, Jorge Herrera, David Monasterio, Ricardo Busquets – sztafeta 4 x 100 m stylem dowolnym – 12. miejsce,
- Jorge Herrera, Manuel Guzmán, Ricardo Busquets, David Monasterio – sztafeta 4 x 200 m stylem dowolnym – 15. miejsce,
- Manuel Guzmán, Todd Torres, David Monasterio, Ricardo Busquets – sztafeta 4 x 100 m stylem zmiennym – 12. miejsce,

### Podnoszenie ciężarów
Mężczyźni
- Arnold Franqui – waga do 82,5 kg – nie sklasyfikowany (nie zaliczył żadnej próby w podrzucie),

### Strzelectwo
Mężczyźni
- Ralph Rodríguez – karabin małokalibrowy, leżąc 50 m – 18. miejsce,

Open
- Jesús Tirado – trap – 50. miejsce,

### Tenis ziemny
Mężczyźni
- Juan Ríos – gra pojedyncza – 33. miejsce,
- Miguel Nido, Juan Ríos – gra podwójna – 17. miejsce,

### Zapasy
Mężczyźni
- Anibál Nieves – styl wolny waga do 62 kg – 10. miejsce,
- José Betancourt – styl wolny waga do 82 kg – odpadł w eliminacjach,
- Daniel Sánchez – styl wolny waga do 90 kg – odpadł w eliminacjach,
- Rod Figueroa – styl wolny waga do 130 kg – 10. miejsce,

### Żeglarstwo
- Lucia Martínez – windsurfing kobiet – 19. miejsce,
- José Sambolin – klasa Finn – 24. miejsce,
- Quique Figueroa, Oscar Mercado – Tornado – 14. miejsce,